# Ollomont
Ollomont – miejscowość i gmina we Włoszech, w regionie Dolina Aosty, w dolinie Valle di Ollomont w Alpach Pennińskich.
Według danych na styczeń 2009 gminę zamieszkiwało 161 osób przy gęstości zaludnienia 3 os./1 km².